# Bisdom Kaya

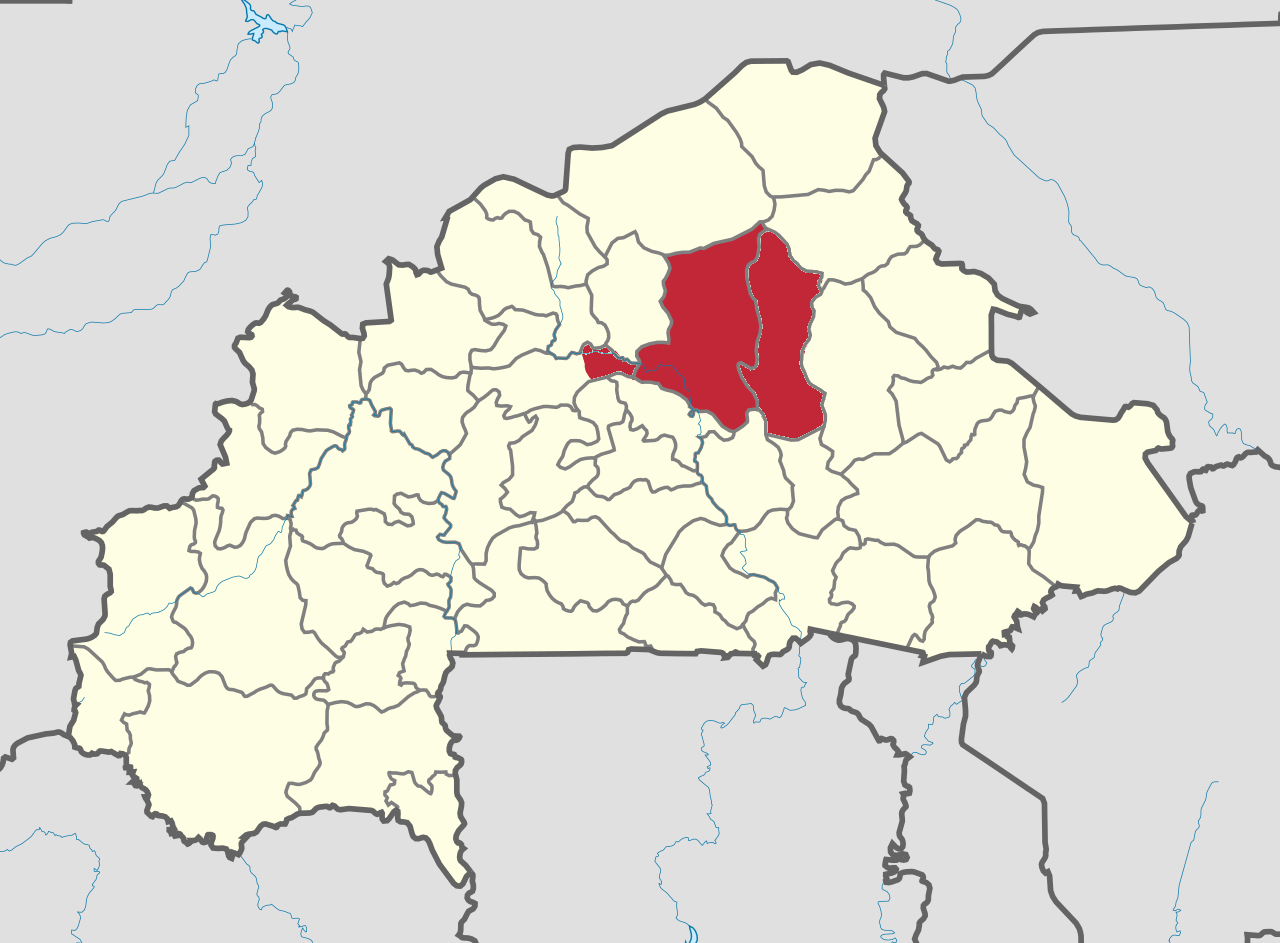
Het bisdom (rood) binnen Burkina Faso

Het bisdom Kaya (Latijn: Dioecesis Kayana) is een rooms-katholiek bisdom met als zetel Kaya in Burkina Faso. Het is een suffragaan bisdom van het aartsbisdom Koupéla. Het bisdom werd opgericht in 1969.
In 2019 telde het aartsbisdom 13 parochies. Het bisdom heeft een oppervlakte van ongeveer 18.000 km² en strekt zich uit over de provincies Sanmatenga, Namentenga en het departement Bokin in de provincie Passoré. Het bisdom telde in 2019 1.142.000 inwoners waarvan 11,7% rooms-katholiek was.

## Geschiedenis
De eerste missionarissen waren witte paters. Vanaf 1928 bezocht een witte pater regelmatig Kaya en in 1931 werd een eerste kerk gebouwd in de stad. In 1935 werd Kaya een parochie. In 1951 werd een eerste inlandse priester gewijd in Kaya. In 1955 kwam er een tweede parochie in Boulsa. In 1969 werd Kaya een bisdom en zeven jaar later werd de nieuwe kathedraal Notre-Dame ingewijd.

## Bisschoppen
- Constantin Guirma (1969-1996)
- Jean-Baptiste Tiendrebeogo (1996-1998)
- Thomas Kaboré (1999-2018)
- Théophile Nare (2018-)